# Цао Юань
Цао Юань  (кит.: 曹 缘, 7 лютого 1995) — китайський стрибун у воду, дворазовий олімпійський чемпіон та медаліст.

## Виступи на Олімпіадах
| Олімпіада   | Дисципліна                                           | Місце |
| ----------- | ---------------------------------------------------- | ----- |
| Лондон 2012 | синхронні стрибки з 3-метрового трампліна (чоловіки) | 1     |
| Ріо 2016    | синхронні стрибки з 3-метрового трампліна (чоловіки) | 3     |
| Ріо 2016    | стрибки з 3-метрового трампліна (чоловіки)           | 1     |
| Токіо 2020  | синхронні стрибки з 3-метрового трампліна (чоловіки) | 3     |
| Токіо 2020  | стрибки з 3-метрового трампліна (чоловіки)           | 1     |